# 塞奇亨冰原島峰
86°30′S 153°15′W / 86.500°S 153.250°W
塞奇亨冰原島峰（英語：Sagehen Nunataks），是南極洲的冰原島峰，位於阿蒙森海岸，處於麥克納利峰以北9.3公里的霍爾茲沃思冰川東岸，海拔高度約150米，屬於毛德王后山脈的一部分，現時由南極條約體系管理。